# Jezus Werkmankerk
De Jezus Werkmankerk (Frans: Église Jésus-Ouvrier) is de parochiekerk van de gemeente Leffrinkhoeke, gelegen aan de Rue Roger Salengro, in het Franse Noorderdepartement.

## Geschiedenis
De kerk van Leffrinkhoeke-Dorp werd tijdens de Tweede Wereldoorlog verwoest. Na de oorlog wilde men een nieuwe kerk bouwen in het dorp, maar het zwaartepunt van de gemeente was inmiddels verschoven naar het noorden, waar de staalfabriek Usine de Dunes in bedrijf was en waar veel arbeiders woonden. Bovendien was deze wijk (Cité Firminy) sterk in uitbreiding.
De nieuwe kerk werd gebouwd van 1966-1968 naar ontwerp van Marcel Sézille.

## Gebouw
Het betreft een zaalkerk in gewapend beton, in de stijl van het naoorlogs modernisme. Er kunnen 400 gelovigen in deze kerk plaatsnemen. De vorm van deze kerk werd afgeleid van de nabijgelegen staalfabrieken, met een geknikt dak dat aan een sheddak doet denken en een klokkentoren die wat weg heeft van een fabrieksschoorsteen.